# Dirigismo
Il dirigismo (dal francese dirigisme) è una politica economica in cui il governo esercita una forte influenza sui  settori produttivi, attraverso un sistema di incentivi che indirizzano l'economia verso quello che viene riconosciuto come l'interesse pubblico o generale. Per tale ragione, il dirigismo si distingue marcatamente da quelle forme di economia pianificata, come i sistemi statali socialisti e collettivisti, a cui è stato spesso associato, in cui lo Stato controlla direttamente i processi produttivi e distributivi. Esso infatti indica un sistema essenzialmente capitalista in cui lo Stato partecipa in maniera attiva conservando un ruolo prettamente coordinativo. Si può definire in altre parole come una variante del Capitalismo di Stato.
In questo senso la politica economica di molti Stati, tra cui la maggior parte di quelli occidentali, contiene un certo grado di dirigismo. Sono infatti esempi di dirigismo i sussidi alla ricerca scientifica e i programmi di spesa pubblica, come le forniture militari, sanitarie, ecc.

## Origini ed evoluzione del termine
Le origini del dirigismo, inteso come politica economica, si possono rintracciare nella gestione statale di monarchi assoluti come l'imperatore russo Pietro il Grande, Giuseppe I del Portogallo, Carlo III di Spagna e in particolare Luigi XIV di Francia, sotto il quale il ministro delle finanze Jean-Baptiste Colbert applicò una politica statale di aiuto all'economia nota come colbertismo.
Il filosofo positivista francese Henri de Saint-Simon fu in seguito il primo a introdurre il termine dirigismo (appunto, dirigisme), definendolo però non come uno tra gli obiettivi, bensì come la finalità primaria dello Stato, in funzione della quale lo stesso Stato avrebbe dovuto organizzarsi. Saint-Simon auspicò una riorganizzazione sociale da effettuarsi sotto il controllo di una élite di filosofi, scienziati e tecnici che avrebbero dovuto guidare un processo pacifico di industrializzazione, moderato da un umanesimo di matrice cristiana nel quale gli scienziati avrebbero assunto il ruolo di sacerdoti. Nell'accezione di Saint-Simon, il dirigismo non comportava un governo forte, bensì il contrario, cioè frammentato tra varie comunità, e per questo il suo pensiero è stato definito "socialista".
Qualche decennio più tardi, nel 1851, il suo connazionale Auguste Comte riprese il concetto nel suo Sistema di politica positiva, teorizzando che il ruolo del governo fosse quello di indirizzare l'azione individuale verso l'interesse generale. Nella concezione di Comte, il governo avrebbe dovuto essere di tipo autoritario, poiché la sua azione progressista si manifesterebbe nella scoperta e nell'applicazione incondizionata delle "leggi naturali" all'ordinamento sociale, da parte degli amministratori tecnico-scientifici al potere. Quindi, a differenza dei saggi che guidano la società attraverso un libero dibattimento con la comunità teorizzati da Saint-Simon, i saggi di Comte hanno il compito principale di istruire la società, in un processo che "darà a ciascuno le conoscenze necessarie per comprendere la propria collocazione, il proprio ruolo di organo dell'umanità" per mezzo di un sistema che deve essere "preciso, tanto in merito ai programmi quanto in merito ai quadri istituzionali", tendendo così a limitare il più possibile il ruolo dell'individualità, attraverso l'impiego costante di controlli amministrativi, di una centralizzazione uniformizzante, della mobilità regolare dei lavoratori al fine di evitare relazioni personali, di insegnamenti dai contenuti precisi e dai programmi severi, dove tutto è pianificato e preannunciato.
Questo tipo di dirigismo economico è stato implementato in paesi che non hanno ottenuto uno sviluppo economico attraverso il laissez-faire, laddove è stato inteso come l'azione "direzionale" dello stato in materia economica, ovvero come la definizione di obiettivi di "interesse nazionale" da parte dello Stato, da far conseguire a un settore privato opportunamente indirizzato, al fine di sviluppare, rafforzare ed espandere l'economia nazionale.
Tale politica raggiunse il suo apice nella Francia del secondo dopoguerra con il dirigisme del gollismo, un sistema che permise al paese non solo di portare a termine la ricostruzione post-guerra, ma anche di espandere e modernizzare sia la base industriale che le infrastrutture. Per esempio, l'industria francese prima della guerra era composta in genere da imprese familiari, spesso troppo piccole, e di conseguenza senza i capitali e l'organizzazione necessari per competere a livello internazionale. De Gaulle esemplificò la questione con la famosa frase "Come si può governare un paese che ha più di 300 tipi di formaggio?". Oltretutto molti dei macchinari moderni erano stati trasferiti in Germania durante l'occupazione tedesca, per rimanere poi distrutti nei bombardamenti alleati. I governi gollisti francesi posero rimedio a questa situazione istituendo il Commissariat au plan ("Commissione per il Piano"). A differenza del modello socialista e statalista, il governo francese non cercò di ottenere la proprietà generalizzata delle imprese, né impose obiettivi forzati. In generale, il piano fu implementato attraverso l'uso di incentivi. L'obiettivo generale del piano era quello di sviluppare una industria capace di competere con quelle inglesi e statunitensi. Una parte essenziale di questo obiettivo generale fu quella di far fondere le imprese francesi in grossi conglomerati che il governo avrebbe potuto promuovere a livello internazionale e assistere finanziariamente, in modo diretto e anche indiretto (come per esempio attraverso l'acquisizione di quote di capitale). Altre forme di appoggio finanziario indiretto sono costituite dal finanziamento dello sviluppo scientifico e tecnologico (inclusi i progetti industriali specifici con l'obiettivo di generare uno sviluppo tecnico generalizzato, come ad esempio il progetto che diede origine al Concorde). Il settore su cui il governo francese ottenne il controllo maggiore, oltre all'istruzione e alla ricerca scientifica, fu quello dell'infrastruttura e dei relativi servizi. Il governo francese ha creato o controllato la società ferroviaria SNCF, la società elettrica EDF, la società di energia GDF, la compagnia aerea di bandiera Air France, l'industria nucleare e quella aerospaziale (CNES e Aérospatiale). Tuttavia il governo francese ha lasciato al controllo privato la costruzione e la manutenzione delle autostrade francesi.
Il piano ottenne un grande successo. Nei decenni tra il 1945 e il 1975 la Francia sperimentò uno sviluppo economico senza precedenti nella sua storia (con una crescita media del 4,5% all'anno), che insieme a una forte crescita demografica, alla competizione ad alti livelli su un mercato internazionale in espansione e alla conseguente rinascita dell'orgoglio nazionale, portò a definire questi tre decenni come Trente glorieuses (il Trentennio glorioso). Durante questo periodo, sotto la presidenza conservatrice di Charles De Gaulle e Georges Pompidou, il dirigismo fu visto in Francia come una via intermedia tra il regime statunitense della minima ingerenza statale nell'economia e il regime statalista in vigore nel blocco orientale. Tuttavia, in seguito alle ripercussioni della crisi petrolifera del 1973, salì al potere il partito socialista guidato da François Mitterrand, con la promessa di aumentare l'interventismo statale sull'economia. Sotto il governo socialista numerose banche e industrie furono nazionalizzate. Tuttavia, i cattivi risultati di questa politica ne causarono l'abbandono, sostituendola nel 1983 con la politica di rigueur ("rigore").
A posteriori, durante la campagna elettorale del 2007, sia Nicolas Sarkozy, poi eletto presidente, che gli altri candidati, hanno proposto un ritorno al modello dirigista. Questa proposta è stata poi rafforzata dalla crisi economica del 2008, che ha portato il presidente Sarkozy a proporre una politica di "reindustrializzazione" della Francia, per far fronte sia a questa crisi che alla delocalizzazione.

## Il dirigismo in altri sistemi politici
Il dirigismo è stato considerato come un sistema politico-economico che si oppone o è antagonista del liberalismo economico, specialmente nel contesto di quei paesi che dipendevano, o erano annessi, alla Francia, come il Libano e la Siria, dove i principi del dirigismo hanno trovato applicazione.
Certi teorici hanno suggerito che il dirigismo sia una parte inerente dell'economia di tipo fascista e nazionalsocialista. Il fascista Cesare Santoro dopo una visita nella Germania nazista scrisse: "nella dichiarazione programmatica [...] Adolf Hitler annunciò che il governo si proponeva di difendere gli interessi economici del popolo tedesco, non attraverso il percorso tortuoso di una grande economia burocratica organizzata dallo Stato, bensì tramite il più forte impulso dato all'iniziativa individuale sulla base del riconoscimento della proprietà privata". Il riconoscimento del principio per cui, in contrasto con quanto avvenuto nell'Unione Sovietica, lo Stato ha come missione quella di dirigere l'economia, ma non di amministrarla in prima persona (un compito che spetta esclusivamente alla stessa economia), non poteva essere espresso esplicitamente. In questo modo fu solennemente riconosciuto il principio della proprietà privata, il quale stimola il capitalista a far crescere la propria impresa per ottenere i maggiori profitti possibili. Questi due furono i principi cardine delle norme direttive su cui si basò la riorganizzazione nazionalsocialista dell'economia industriale. Tali norme sancirono l'amministrazione indipendente dell'economia, la cui finalità era quella di dirigere e tutelare le associazioni industriali e i relativi soci. Questa amministrazione aveva il compito di comunicare al governo i desideri dei capitalisti che prendevano parte alla ricostruzione dell'economia tedesca dopo la prima guerra mondiale.
Altri teorici tuttavia ritengono che il sistema economico di tipo fascista-nazionalsocialista fosse più un ibrido di varie correnti economiche.
Infine paesi che tuttora applicano una politica dirigista sono: Singapore, Emirati Arabi Uniti, Qatar, Taiwan, Corea del Sud, Bahrain, Giappone, Malesia e parzialmente anche la Repubblica Popolare Cinese. 
Fra I sostenitori della variante "asiatica" del dirigismo abbiamo: Lee Kuan Yew (ex primo ministro di Singapore), Mohammed bin Rashid Al Maktum (re di Dubai), Rashid bin Sa'id Al Maktum (ex primo ministro degli Emirati Arabi Uniti soprannominato "Il Padre di Dubai"), Tamim bin Hamad al-Thani (Re del Qatar), Deng Xiaoping (ex primo ministro del Partito Comunista Cinese e presidente della Repubblica Popolare Cinese) e bin Mohamad (ex primo ministro della Malesia).